# 12. šahovska olimpijada
12. šahovska olimpijada je potekala med 31. avgustom in 25. septembrom 1956 v moskovskem Osrednjem teatru Rdeče armade (Sovjetska zveza).
Sovjetska zveza je osvojila prvo mesto, SFRJ drugo in Madžarska tretje.

## Pregled
Sodelovalo je 197 šahistov (med njimi 20 velemojstrov in 35 mednarodnih mojstrov) v 34 reprezentancah; odigrali so 1.219 od načrtovanih 1.220 partij (ena partija je bila v naprej določena). Glavni sodnik je bil mednarodni šahovski mojster Igor Bondarevski. Partije so bile razdeljene med 4 preskupine in 3 finalne skupine. Igralci so imeli 2,5 h za prvih 40 potez, nato pa 1 h za naslednjih 16.

## Udeleženci
1. Anglija (Peter Clarke, Harry Golombek, Philip Stuart Milner-Barry,...)
2. Argentina (Raúl Sanguineti, Bernardo Wexler, Julio Bolbochán,...)
3. Avstrija (Andreas Dückstein,...)
4. Belgija (Georges Thibaut,...)
5. Bolgarija (Georgi Tringov, Zdravko Milev,...)
6. Češkoslovaška (Luděk Pachman,...)
7. Danska (Bent Larsen, Jens Enevoldsen, Age Ingerslev,...)
8. Finska (Veikko Hänninen,...)
9. Filipini (Radolfo Tan Cardoso,...)
10. Grčija (Triantafyllos Siaperas,...)
11. Iran (Younus Safvat,...)
12. Islandija (Friðrik Ólafsson, Baldur Möller,...)
13. Izrael (Izak Aloni,...)
14. Jugoslavija (Aleksandar Matanović, Borislav Ivkov, Svetozar Gligorić,...)
15. Madžarska (Gedeon Barcza, László Szabó,...)
16. Nemčija (Wolfgang Unzicker, Wolfgang Uhlmann, Klaus Darga,...)
17. Nizozemska (Haije Kramer,...)
18. Norveška (Ernst Rojahn,...)
19. Romunija (Ion Bălănel, Bela Soós,...)
20. Poljska (Bogdan Śliwa, Roman Dworzyński,...)
21. Sovjetska zveza (Mihail Botvinnik, Paul Keres, David Bronstein, Mark Taimanov, Efim Geller, Vasilij Smislov,...)
22. Škotska (William Albert Fairhurst,...)
23. Švedska (Lennart Ljungqvist, Gideon Ståhlberg,...)
24. Švica (Edgar Walther,...)